# Bauxi
Bauxi é um distrito do município de Rosário Oeste no estado de Mato Grosso.

## História
O distrito aparece nas divisões territoriais datadas de 31 de dezembro de 1936 e 31 de dezembro de 1937 como distrito de Rosário Oeste, tendo o primeiro nome de Araras. Posteriormente, pelo decreto-lei estadual nº 545, de 31 de dezembro de 1943, o distrito de Araras passou a denominar-se Bauxi.
Sua população é estimada em 2465 habitantes de acordo com o IBGE 2010.

## Turismo
Locais como o Morro da Pedra Lavada que abriga sete cachoeiras com quedas d’água e Cachoeira do Monjolinho cuja queda é a maior identificada até o momento na região com altura de 127 metros, são consideradas potenciais regiões turísticas do distrito.